# Anniston (Missouri)
Anniston és una població dels Estats Units a l'estat de Missouri. Segons el cens del 2000 tenia 285 habitants.

## Demografia
Segons el cens del 2000, Anniston tenia 285 habitants, 118 habitatges, i 78 famílies. La densitat de població era de 275,1 habitants per km².
Dels 118 habitatges en un 25,4% hi vivien nens de menys de 18 anys, en un 55,9% hi vivien parelles casades, en un 7,6% dones solteres, i en un 33,1% no eren unitats familiars. En el 28,8% dels habitatges hi vivien persones soles el 13,6% de les quals corresponia a persones de 65 anys o més que vivien soles. El nombre mitjà de persones vivint en cada habitatge era de 2,42 i el nombre mitjà de persones que vivien en cada família era de 2,96.
Per edats la població es repartia de la següent manera: un 22,8% tenia menys de 18 anys, un 8,4% entre 18 i 24, un 27,4% entre 25 i 44, un 24,6% de 45 a 60 i un 16,8% 65 anys o més.
L'edat mediana era de 38 anys. Per cada 100 dones de 18 o més anys hi havia 103,7 homes.
La renda mediana per habitatge era de 22.232 $ i la renda mediana per família de 26.000 $. Els homes tenien una renda mediana de 20.625 $ mentre que les dones 17.031 $. La renda per capita de la població era de 9.626 $. Entorn de l'11,1% de les famílies i el 15,4% de la població estaven per davall del llindar de pobresa.

## Poblacions més properes
El següent diagrama mostra les poblacions més properes.